# شهرستان پریلوزسکی
شهرستان پریلوزسکی (به لاتین: Priluzsky District) یک شهرستان در روسیه است که در جمهوری کومی واقع شده‌است.